# Мейса
 Тази статия е за града в Аризона, САЩ.  За окръга в Колорадо вижте Мейса (окръг).  
Мейса (на английски: Mesa) е град в окръг Марикопа, щата Аризона, Съединените американски щати.
Общата площ на Мейса е 324,2 km².
С население от 448 096 жители (2005) се нарежда на 3-то място в щата след Финикс и Тусон. Мейса е основан от мормони през 1878 г., които днес представляват около 10% от населението.

## Личности
Родени в Мейса
- Бентли Литъл  (1960 – ), писател
- Даниел Фишъл (1981 – ), актриса
- Брия Бенет (1987 – ), актриса

Починали в Мейса
- Бен Джонсън (1918 – 1996), актьор
- Стивън Апостолов (1928 – 2005), режисьор